# Georges Marquet

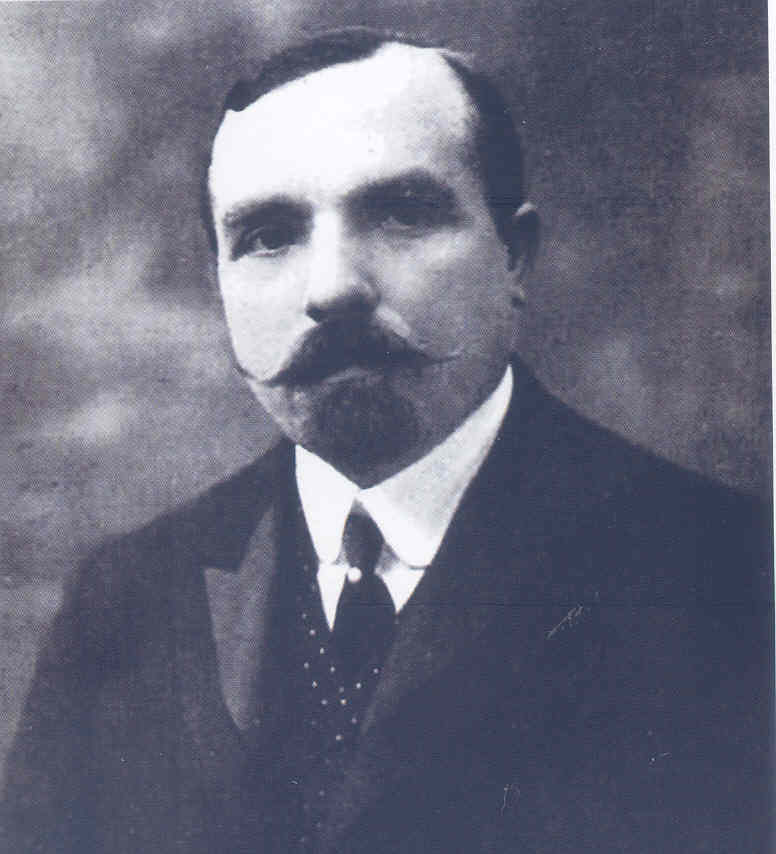
Georges Marquet

Joseph Hubert Georges Marquet (Jemeppe-sur-Meuse, 19 september 1866 – Nice (Frankrijk), 29 maart 1947) was een Belgisch volksvertegenwoordiger en ondernemer. 

## Selfmade man
Marquet was een van de negen kinderen van de binnenschipper Jean-Jacques Marquet (1824-1878) en de caféhoudster Anne-Marie Savy (1829-1900). Hij werkte als vijftienjarige leerjongen in een metaalbedrijf in Rocroi. Beschuldigd van diefstal ten nadele van zijn baas, ontvluchtte hij Frankrijk in 1881 en was er voor verschillende jaren 'persona non grata'. Hij ging in Luik clandestien werken. Hij vertrok in 1885 naar Namen. Daar werd hij eerst kelner in het buffet van het station. Na een paar jaar dirigeerde hij een café en in 1888 een hotel.

## Casino's
In 1891 verkreeg hij van de stad Namen de concessie voor het Kursaal van de stad, nadat hij beloofd had er tijdens de zomer een festival van operettes en andere vrolijkheden te organiseren. Enkele maanden later werd hem ook een zaal toegekend waarin hij een 'Cercle des étrangers' mocht inrichten, een discrete naam om een speelzaal onder te verbergen. Hij verdiende er onmiddellijk veel geld mee. Vanaf juli 1892 baatte hij ook het restaurant van het Kursaal uit.

Dit bracht hem in de mogelijkheid om heel wat verenigingen en activiteiten financieel te ondersteunen, wat hem populair maakte. Hij werd voorzitter van de Association des Commerçants de Namur-Centre en van Namur-Attractions. 
Maar in 1897 kwam een kink in de kabel, door optredens van de fiscus die hem op de hielen zat. Ook met het stadsbestuur bezorgde dit problemen. 
Marquet trok zich grotendeels uit Namen terug. Hij ging in 1904 in Merbes-le-Château wonen en vervolgens in Brussel aan de Tervurenlaan. Hij bleef niettemin goede contacten in Namen onderhouden.
Hij begon ondertussen ook elders speelzalen te beheren. Zo vond men hem terug in Dinant, Parijs, Pau, Aix-en-Provence, Nice, Corfu en San Sebastian. Hij verdiende er behoorlijk veel geld mee, hoewel het ook niet zonder problemen was.

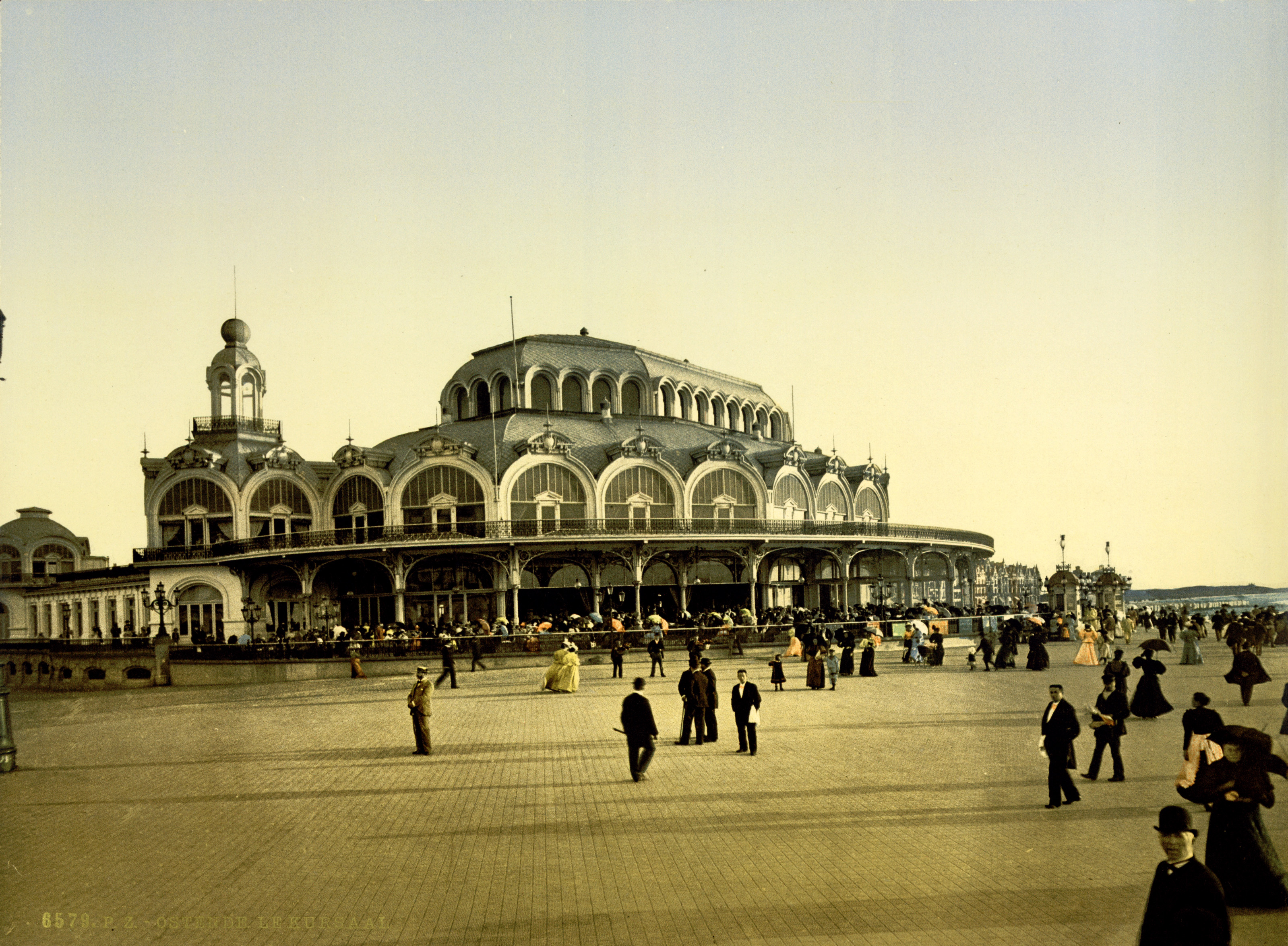
De Kursaal van Oostende in de tijd van Marquet

In 1904 werd hij concessiehouder van het Kursaal van Oostende. Hij had er 600.000 fr. voor over om die concessie te verkrijgen. Hij nam tevens op zich om, naast de casino-activiteiten, ook artistieke activiteiten te organiseren. Daarvoor richtte hij met zijn vriend Edmond Picard in 1907 de vereniging Ostende Centre d'Art op, die culturele en artistieke manifestaties organiseerde. Ze kon beroep doen voor recitals en concerten op onder meer Eugène Ysaÿe, Pablo Casals, Camille Saint-Saëns, Richard Strauss, Jan Blockx en om druk bijgewoonde lezingen te houden, op Camille Lemonnier, Emile Verhaeren, Georges Eekhoud en Jules Destrée. Marquet subsidieerde ook ruim volkse activiteiten, zoals de jaarlijkse cavalcades. Hierdoor werd hij zeer populair bij de Oostende handelaars. Voor een uitgebreide beschrijving van alle culturele activiteiten: zie "Oostende in de Belle Epoque" van Kurt Van Eeghem. Hij werd ook eigenaar van het Oostendse weekblad Le Carillon. Fernand Crommelynck schreef er artikels in die hij ondertekende met de initialen GM van zijn baas.
De 'speelholen' waren in België wettelijk verbonden, maar oogluikend toegestaan vanwege de aanzienlijke opbrengsten voor de schatkist. Marquet werd bij herhaling voor de rechtbank gebracht, maar steeds vrijgesproken. In 1910 verlengde de stad Oostende de concessie aan Marquet en ook de stad Blankenberge gaf hem de concessie over zijn casino. De rechterlijke problemen werden echter door de bestendige deputatie van West-Vlaanderen aangegrepen om de besluiten van Oostende en van Blankenberge te verbreken. Het zag er niet goed uit voor Marquet.
Marquet besliste dan maar om zijn werkterrein naar het zuiden van Europa te verleggen. In 1911 werd hij de voorzitter van de Compagnie des Bains de Mer in Monte Carlo.

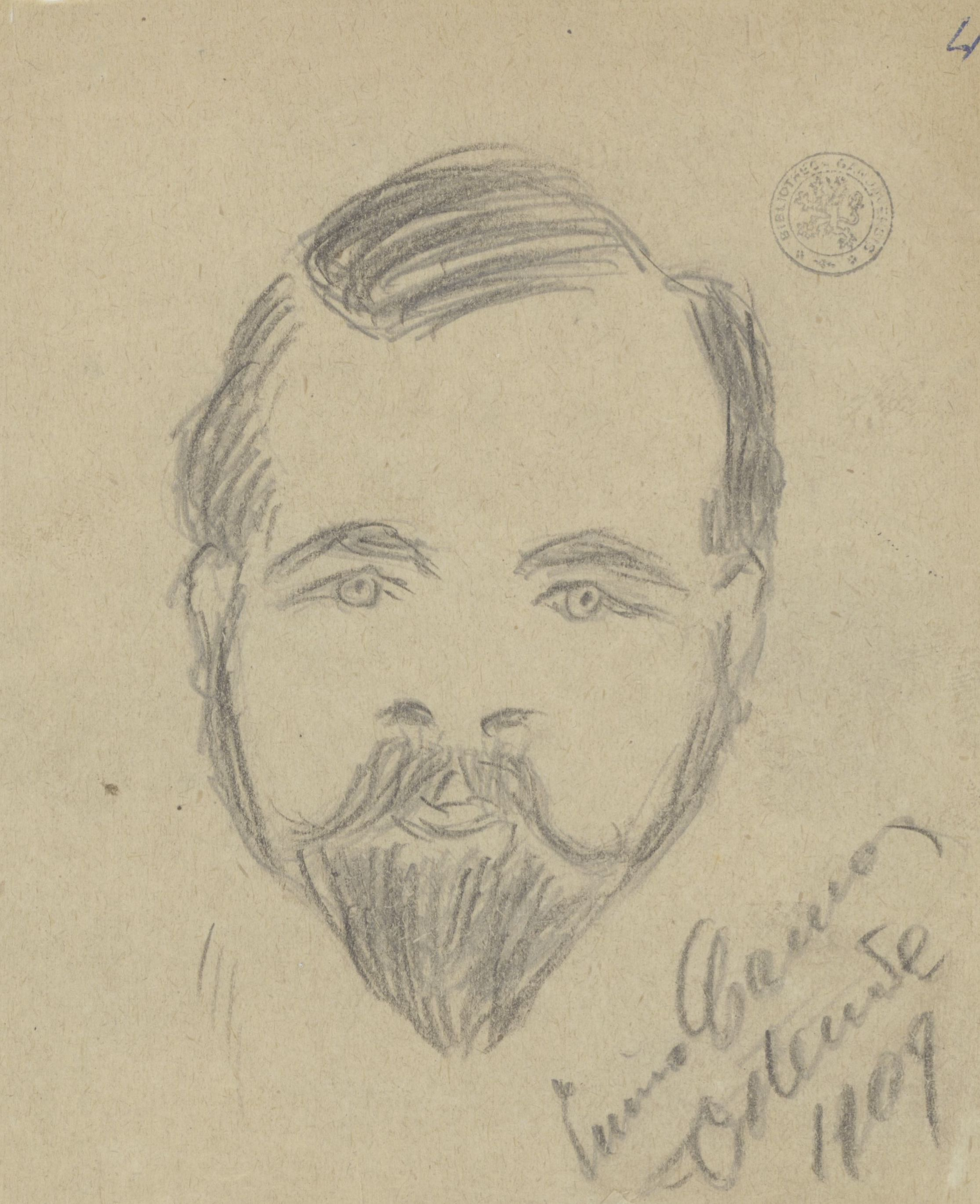
Portret van Georges Marquet uit verzamelband karikaturen getekend door Enrico Caruso, 1909, Universiteitsbibliotheek Gent

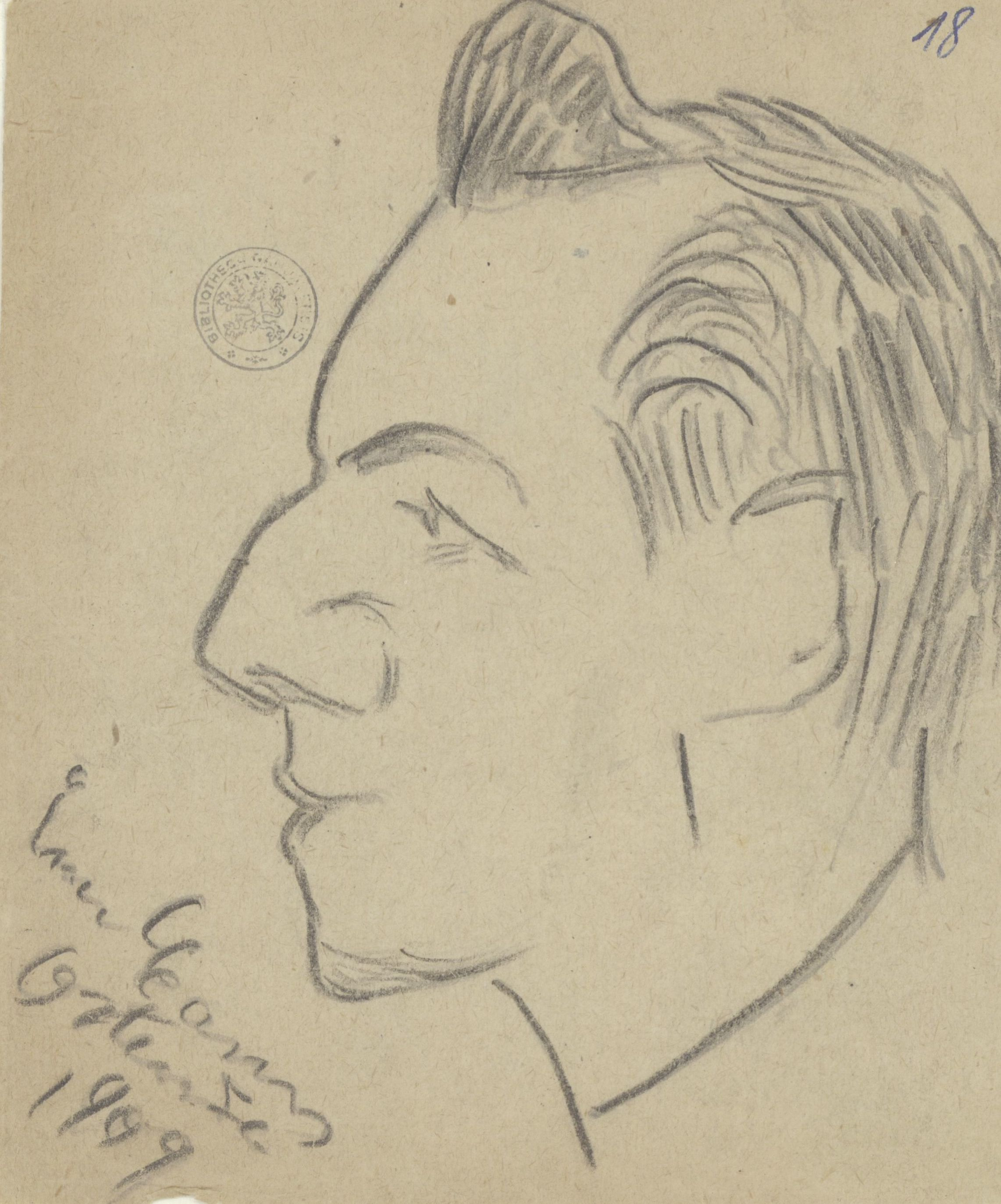
Meer dan waarschijnlijk het portret van de zoon van Georges Marquet (1866-1947), getekend door Enrico Caruso in het Kursaal van Oostende, 1909, Universiteitsbibliotheek Gent

## Hotels: eigenaar en uitbater

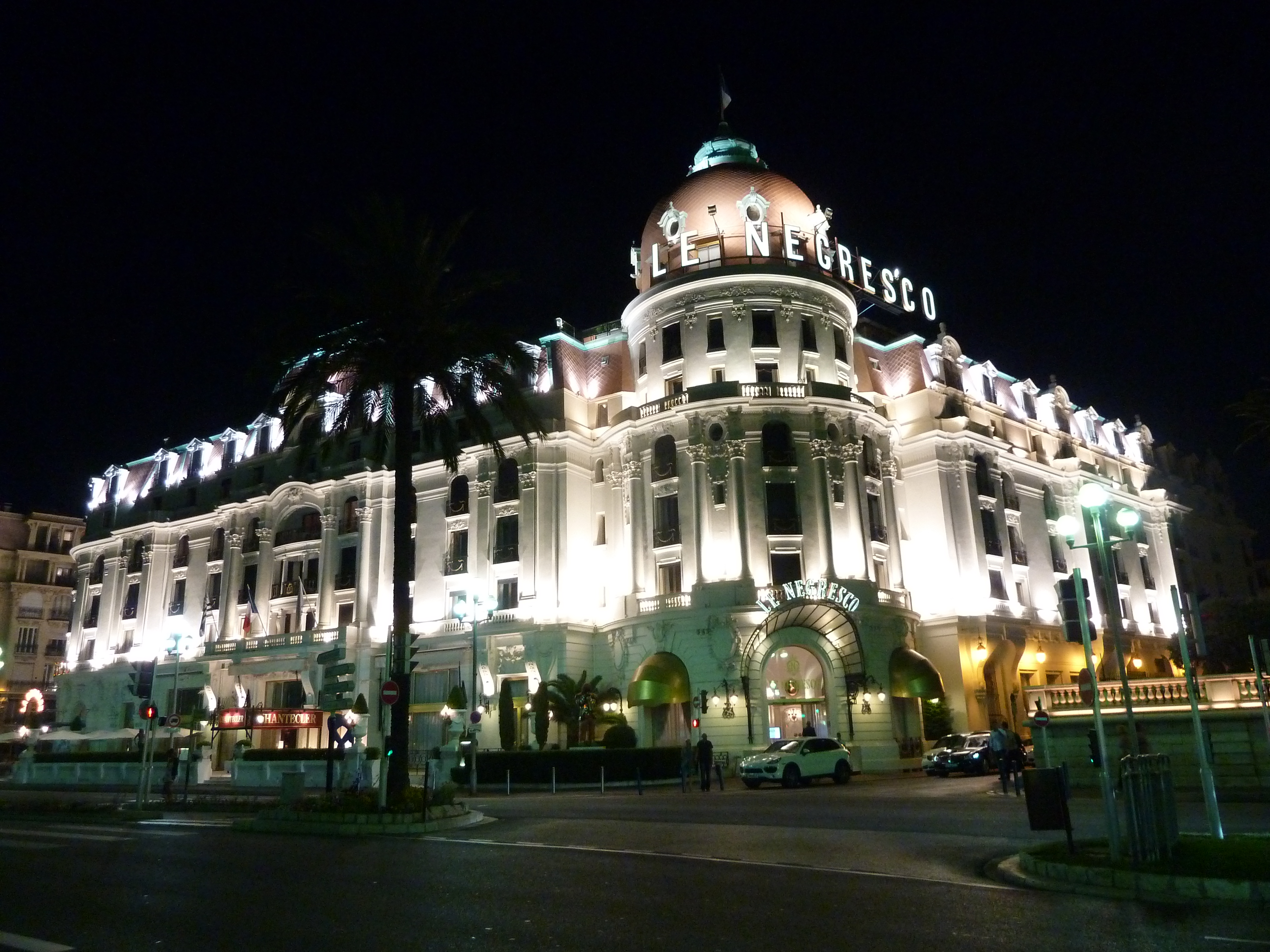
Hotel Negresco in Nice

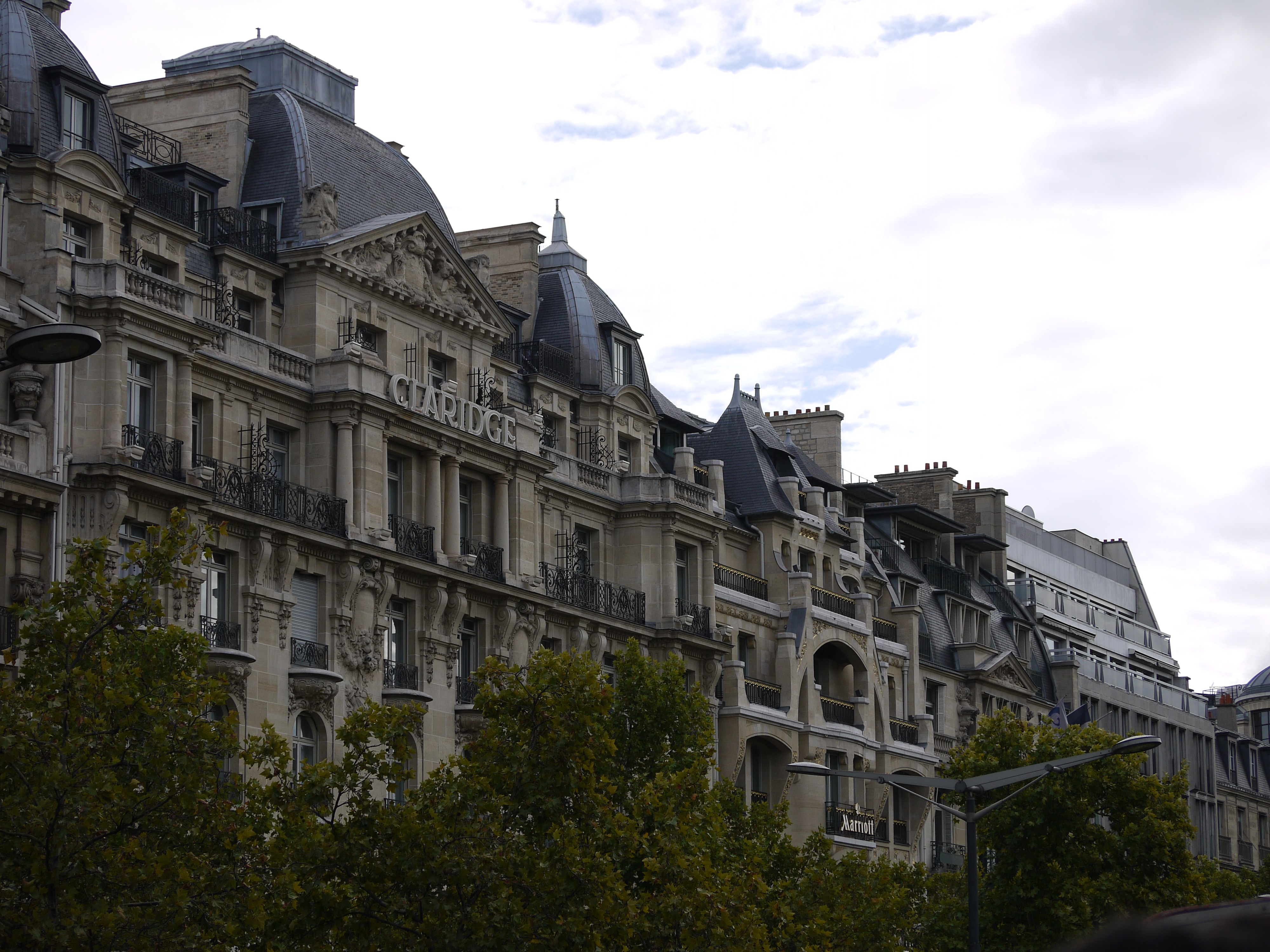
Hotel Claridge in Parijs

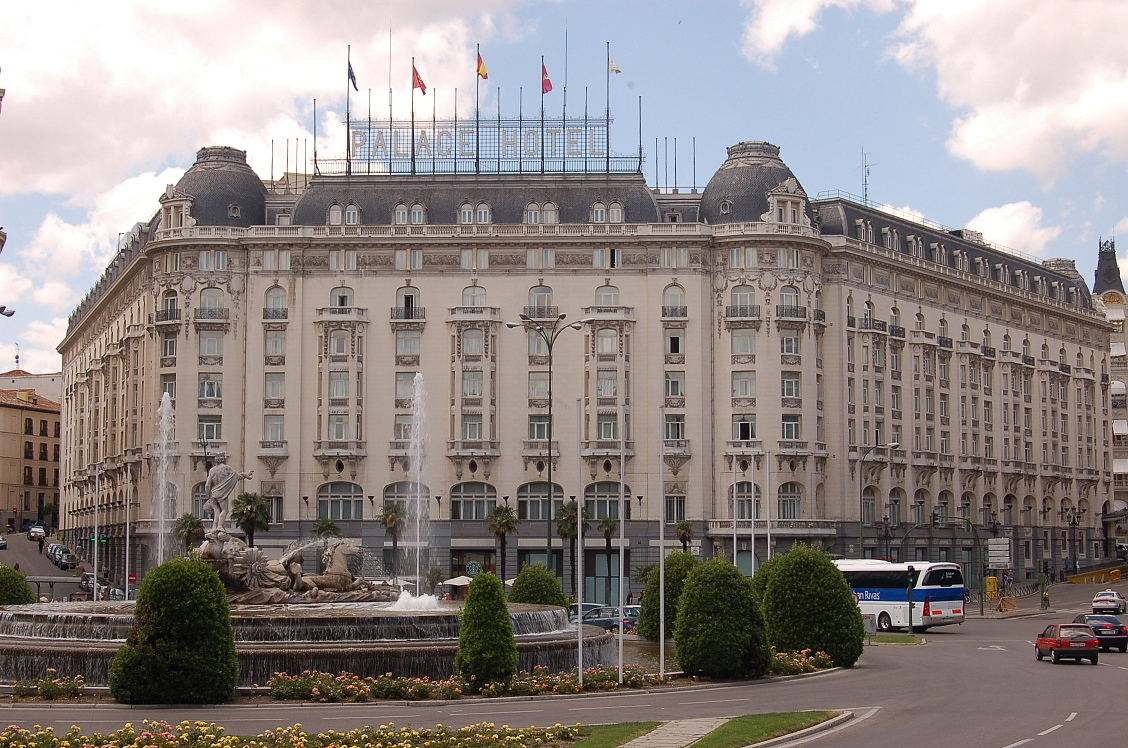
Palace Hotel in Madrid

Hij had ondertussen de moeilijkheden zien aankomen en de aanzienlijke sommen die hij had verdiend converteerde hij in nieuwe activiteiten, enerzijds in immobiliënaankoop, anderzijds in bouwen en uitbaten van luxehotels.
Hij groepeerde ze eerst in Les Grands Hotels de Belgique en wat later in Les Grands Hotels Européens, waar hij voorzitter van was. De voornaamste waren: Claridge in Parijs, Hotel Negresco in Nice (eigenaar geworden in 1920), Palace Hotel (1908) en Astoria in Brussel, Chateau Royal d'Ardenne in Houyet (gebouwd door Leopold II en eigendom van de Koninklijke Schenking) in België, de Real in Santander, de Continental Palace in San Sebastian, het Alfonso XIII in Sevilla en de Palace Hotel in Lyon. Hij en zijn familie waren ook eigenaars van de Ritz en de Palace Hotel (1912) in Madrid (tot in 1978). 

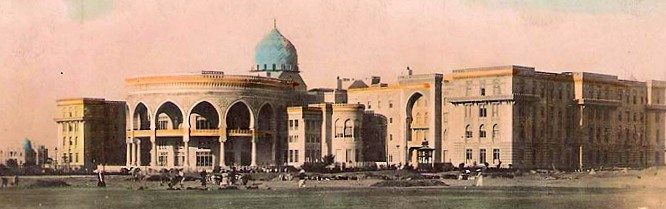
Heliopolis Palace Hotel in Caïro.

Hij bestuurde ook de Heliopolis Palace Hotel gebouwd door Édouard Empain. Vanaf de opening van het hotel in 1908-1910 werd het een ontmoetingsplaats van gekroonde hoofden en aristocraten voor wie een bezoek aan Egypte een 'must' werd.

## Politiek
Bij het begin van de twintigste eeuw, hiertoe aangemoedigd door de gerechtelijke moeilijkheden die hij ondervond en die hij graag wilde neutraliseren, kreeg Marquet politieke ambities. Hij liet zijn oog vallen op het naburige arrondissement Brugge. Hij had er een vriend, Emile Renders (1872-1956), voorzitter van de Liberale Jonge Wacht, die als een grijze eminentie binnen de Liberale Associatie actief was en die er hem kon introduceren. 
Hij begon met financiële steun te verlenen aan de liberale sociale en culturele organisaties, zowel in Brugge als in Torhout. Zijn eerste succes behaalde hij toen hij als lid werd aanvaard door het Van Gheluwe's Genootschap, ook al had dit onmiddellijk een scheuring van de vereniging tot gevolg. Hij begon ook, via een paar kleine gemeenten, een voet in huis te krijgen bij de Liberale Associatie.
Marquet stelde zich kandidaat voor de senaatslijst en in een referendum gehouden onder de leden van de Liberale Associatie stemden deze hierin met 1092 stemmen op 1140 in. Toch trok Marquet zijn kandidatuur in, nadat de nationale instanties van de Liberale Partij een hevige perscampagne tegen Marquet hadden ontketend.
Hij had ook elders naar steun gezocht en had vriendschappelijke relaties aangeknoopt met de Brugse christendemocraten, meer bepaald met priester Florimond Fonteyne, van wie hij de gemeentelijke en wetgevende kandidaturen financieel ondersteunde. Hij en zijn supporters droegen bij tot de verkiezing in 1912 van Fonteyne tot volksvertegenwoordiger, ten nadele van die zijn kartelpartner, de liberaal Albert Thooris. Hiermee nam Marquet zoete wraak. 
Pas veel later gaf Marquet weer gevolg aan zijn politieke ambities. De controversiële casinoperiode was ruim vergeten en nu werd hij erkend als een gezagvol en succesvol hotelier en ondernemer. In 1929 voerde hij de senaatslijst aan en stond hij als eerste opvolger op de Kamerlijst voor de liberalen in het arrondissement Oostende. Verrassend werd hij niet tot senator verkozen en nam het verkozen kamerlid Adolphe Buyl ontslag ten voordele van Marquet. Hij vervulde het mandaat tot in 1936.

## Andere activiteiten

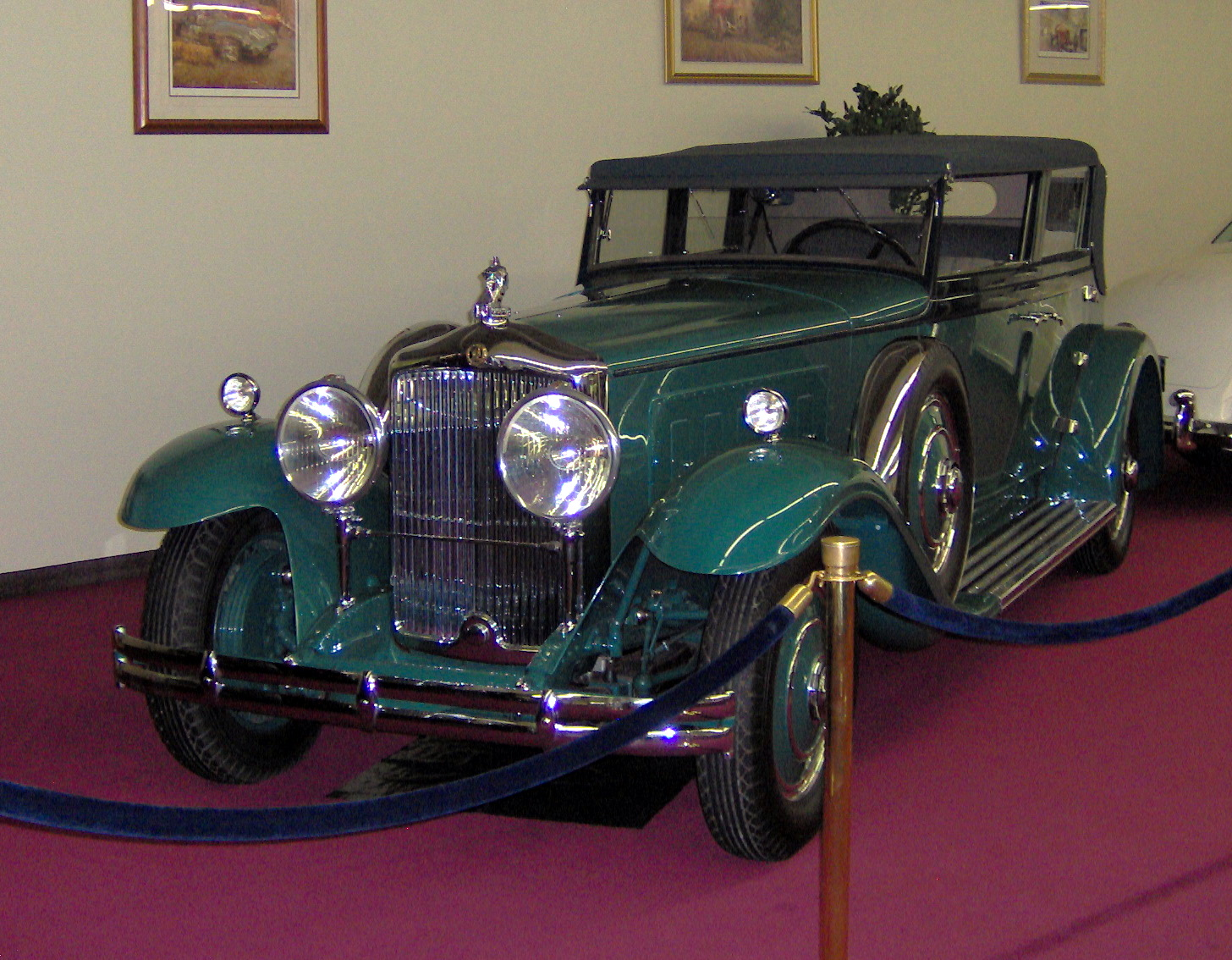
Een Minerva convertible 1931

Marquet was vanaf 1926 hoofdaandeelhouder en voorzitter van Minerva Motors, een vroege constructeur van auto's. In 1935 liep het uit op een belangrijk faillissement, dat door de rechtbank werd toegeschreven aan een falend bestuur.
Hij was een van degenen die bijdroegen tot het invoeren op het vasteland van de typische Engelse sporten, meer bepaald van polo en ijshockey. 
Tijdens de Eerste Wereldoorlog, ver van de oorlogsbeslommeringen, bouwde hij de renbaan Lasarte bij San Sebastian, die op 2 juli 1916 door de koning en koningin van Spanje werd ingehuldigd. Marquet had het risico genomen in een streek die geen grote paardentraditie had, maar niet veraf lag van de aantrekkelijke Azurenkust en van Biarritz, waar aristocratisch Europa een deel van het jaar kwam doorbrengen.
Hij kocht in 1916 een wapenfabriek op in Portugal en verdiende veel geld met de verkoop van de wapens aan de geallieerden.
Marquet was ook mecenas. In 1927 schonk hij 1 miljoen fr. aan het Nationaal Fonds voor Wetenschappelijk Onderzoek, voor het kankeronderzoek. Bij die gelegenheid werd hij door koning Albert I ontvangen.